# Olympisch Stadion (Rome)
Het Stadio Olimpico in de Italiaanse hoofdstad Rome maakt deel uit van het Foro Italico. Het werd eerst onder de naam Stadio dei Cipressi tussen 1928 en 1937 gebouwd door de architect Luigi Walter Moretti. Ter gelegenheid van respectievelijk de Olympische Spelen van 1960 en het Wereldkampioenschap voetbal van 1990 onderging het ingrijpende veranderingen. Het stadion beschikt over een atletiekbaan en heeft een capaciteit van 72.700 zitplaatsen.
Het stadion is het thuisstadion van de voetbalclubs SS Lazio en AS Roma.

## Belangrijke evenementen
- 1960: Olympische Zomerspelen
- 1974: Europese kampioenschappen atletiek
- 1977: Finale Europacup I - Liverpool FC - Borussia Mönchengladbach 3 - 1
- 1984: Finale Europacup I - AS Roma - Liverpool FC (wint n.s.) 1 - 1
- 1987: Wereldkampioenschappen atletiek
- 1990: Finale Wereldkampioenschap voetbal - West-Duitsland - Argentinië 1 - 0
- 1996: Finale Champions League - Juventus (wint n.s.) - AFC Ajax 1 - 1
- 2009: Finale Champions League - Barcelona - Manchester United 2 - 0
- 2010: Optreden U2
- 2012: Optreden Madonna
- 2013: Optreden Muse
- 2018: Optreden Beyonce & Jay-Z
- 2020: Openingswedstrijd EK 2020[1]
- 2024: Europese kampioenschappen atletiek

## EK/WK interlands
| №  | Datum        | Wedstrijd                          | Uitslag | Competitie               | Toeschouwers |
| -- | ------------ | ---------------------------------- | ------- | ------------------------ | ------------ |
| 1  | 8 juni 1968  | Engeland – Sovjet-Unie             | 2 – 0   | EK 1968 - Troostfinale   | 68.817       |
| 2  | 8 juni 1968  | Italië – Joegoslavië               | 1 – 1   | Finale EK 1968           | 68.817       |
| 3  | 10 juni 1968 | Italië – Joegoslavië               | 2 – 0   | Finale EK 1968 (replay)  | 32.866       |
| 4  | 11 juni 1980 | Tsjecho-Slowakije – West-Duitsland | 0 – 1   | EK 1980 - Groepsfase (A) | 11.059       |
| 5  | 14 juni 1980 | Griekenland – Tsjecho-Slowakije    | 1 – 3   | EK 1980 - Groepsfase (A) | 4.726        |
| 6  | 18 juni 1980 | Italië – België                    | 0 – 0   | EK 1980 - Groepsfase (B) | 42.318       |
| 7  | 22 juni 1980 | België – West-Duitsland            | 1 – 2   | Finale EK 1980           | 42.864       |
| 8  | 9 juni 1990  | Italië – Oostenrijk                | 1 – 0   | WK 1990 - Groepsfase (A) | 73.303       |
| 9  | 14 juni 1990 | Italië – Verenigde Staten          | 1 – 0   | WK 1990 - Groepsfase (A) | 73.423       |
| 10 | 19 juni 1990 | Italië – Tsjechië                  | 2 – 0   | WK 1990 - Groepsfase (A) | 73.303       |
| 11 | 25 juni 1990 | Italië – Uruguay                   | 2 – 1   | WK 1990 - Achtste finale | 73.303       |
| 12 | 30 juni 1990 | Ierland – Italië                   | 0 – 1   | WK 1990 - Kwartfinale    | 73.303       |
| 15 | 8 juli 1990  | Argentinië – West-Duitsland        | 0 – 1   | Finale WK 1990           | 73.603       |
| 14 | 11 juni 2021 | Turkije – Italië                   | 0 – 3   | EK 2020 Groepsfase (A)   | 12.916       |
| 15 | 16 juni 2021 | Italië – Zwitserland               | 3 – 0   | EK 2020 Groepsfase (A)   | 12.445       |
| 16 | 20 juni 2021 | Italië – Wales                     | 1 – 0   | EK 2020 Groepsfase (A)   | 11.541       |
| 17 | 3 juli 2021  | Oekraïne – Engeland                | 0 – 4   | EK 2020 Kwartfinale      | 11.880       |